# Aalborg Fodsportsforening
Aalborg Fodsportsforening af 1913 var en dansk atletikklub stiftet 11. januar 1913 og hjemmehørende på Skovdalen Atletikstadion i Aalborg. Aalborgs atletikklubber er siden 27. november 1995 samlet i Aalborg Atletik & Motion.

## Bøger
- Aalborg Fodsportsforening af 1913 gennem 25 aar: 1913-1938 W. Simonsen 1938
- Aalborg Fodsportsforening af 1913 gennem 50 år : 1913 11. januar 1963 W Simonsen 1963
- Dansk Sportsleksikon udgivet i samarbejde med Dansk Idræts-Forbund. Redaktion Axel Lundqvist Andersen og Jørgen Budtz-Jørgensen. Bind 1 og 2. Standard-forlaget 1944
- Nordisk Familjeboks Sportlexikon – uppslagsverk för sport, gymnastik och friluftsliv. Band I-VI. Nordisk Familjeboks Förlags Aktiebolag, Stockholm Klara Civiltryckeri AB 1938.